# Mamut kolumbuský
Mamut kolumbuský (Mammuthus columbi) je vyhynulý druh chobotnatce ze čtvrtohor, který žil v Severní Americe mezi dnešními Spojenými státy a Nikaraguou a Hondurasem v pozdním pleistocénu. Je považován za stejný druh jako je jeho mírně větší příbuzný, mamut americký, především díky podobnosti nalezišť a velikostí fosilií.
Mamut kolumbuský byl jedním z posledních členů americké megafauny, který vyhynul, a to před přibližně 12 500 lety. Některé fosilie byly ale datovány do doby před 9 000 lety a jedna nedaleko Nashvillu byla stará pouze asi 7 800 let.
Nové poznatky ukazují, že je totožný s mamutem stepním (Mammuthus trogontherii), který migroval na severoamerický kontinent z eurasijských stepí, a není tak potomkem druhu mamut jižní (Mammuthus meridionalis), jak se předpokládalo dříve.

## Alternativní názvy
- mamut americký
- mamut Kolumbův
- mamut obrovský

## Velikost

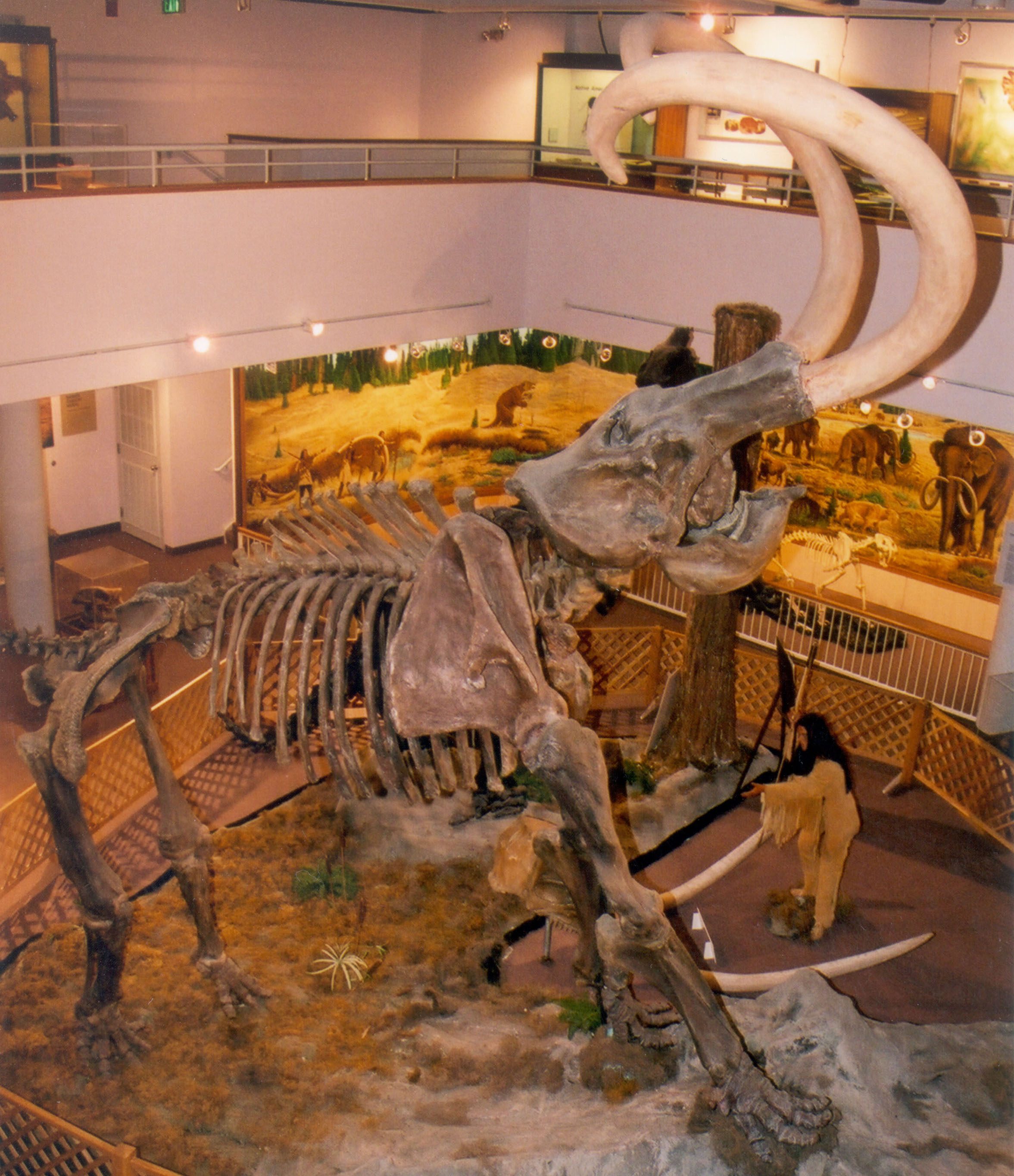
Kostra mamuta kolumbijského

Mamut kolumbuský je jedním z největších druhů mamuta a s výškou čtyř metrů a vahou deseti tun je také jedním z největších slonů, kteří kdy žili. V jeho hlavě bylo 12 až 25 procent celkové váhy. Mamut kolumbuský měl impozantní spirálovité kly, které měřily až dva metry. Pětimetrový pár klů nalezený ve středním Texasu byly vůbec největší sloní kly, které se kdy našly.
Mamut kolumbuský byl býložravec, jeho potrava se skládala z různých rostlin od trav až po jehličnaté stromy. Také se má za to, že byl jediným velkým býložravcem, který jedl plody rostlin Severní Ameriky, jako jsou např. maklura oranžová, nahovětvec dvoudomý a dřezovec trojtrnný. Průměrný dospělý slon africký potřebuje sníst asi 150 kilogramů rostlin denně, zatímco mamut kolumbuský potřeboval přibližně 180 kilogramů rostlinné stravy.

## Fosilie
Zbytky mamutů kolumbuských byly nalezeny v asfaltovém jezeře La Brea Tar Pits v Los Angeles a kostra jednoho z nich je vystavena v přilehlém muzeu George C. Page. V texaském městě Waco se nachází památka, kde je největší koncentrace koster mamutů, kteří zemřeli kvůli stejné katastrofě. Zbytky mamuta kolumbuského jsou obvyklé také v Mexiku. V regionálním muzeu ve městě Guadalajara je kostra jednoho velkého mamuta kolumbuského hlavní atrakcí. V Texasu bylo objeveno hromadné pohřebiště 24 jedinců těchto mamutů ve vrstvách starých asi 67 000 let.
V roce 1998 byl mamut kolumbuský zvolen státní fosilií amerického státu Washington.